# لجنة الدفاع عن حائط المبكى

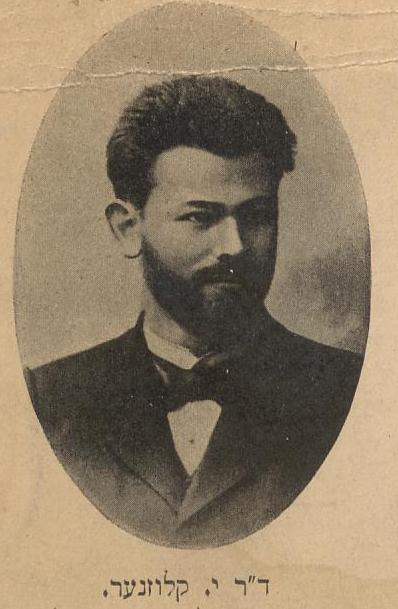
صورة للدكتور يوسف كلاوسنر، مؤسس لجنة الدفاع عن حائط المبكى، في شبابه (حوالي 1910).

لجنة الدفاع عن حائط المبكى (بالإنجليزية: Pro–Wailing Wall Committee)‏ هي منظمة يهودية تأسست في فلسطين تحت الانتداب البريطاني في 24 يوليو 1929.
أسس اللجنة البروفيسور يوسف كلاوسنر أستاذ الأدب العبري الحديث في الجامعة العبرية في القدس، للدفاع عن الحقوق اليهودية في الحائط الغربي المعروف باسم حائط المبكى.
نظمت اللجنة برنامجا للأنشطة التي نظمها ودعمها تحالف من حركتي الصهيونية التصحيحية والصهاينة المتدينين ومجموعة من الشباب. وكان لها العديد من الفروع، عقدت الكثير من اللقاءات عبر البلاد.